# اتواین مور
اتواین مور (انگلیسی: E'Twaun Moore؛ زادهٔ ۲۵ فوریهٔ ۱۹۸۹) بازیکن بسکتبال اهل ایالات متحده آمریکا است.

## حرفه
از باشگاه‌هایی که در آن بازی کرده‌است می‌توان به بوستون سلتیکس، اورلندو مجیک، و شیکاگو بولز اشاره کرد.